# Amfreville-sur-Iton
Amfreville-sur-Iton är en kommun i departementet Eure i regionen Normandie i norra Frankrike. Kommunen ligger i kantonen Louviers-Sud som tillhör arrondissementet Les Andelys. År 2022 hade Amfreville-sur-Iton 882 invånare.

## Befolkningsutveckling
Antalet invånare i kommunen Amfreville-sur-Iton
Referens:INSEE